# Technoblade
Teхноблејд (енгл. Technoblade) (право име Александер; 1. јун 1999. - 30. јун 2022) је био амерички јутјубер и интернет личност. Био је најпознатији по својим Мајнкрафт (енгл. Minecraft) видеима и стримингу уживо на свом Јутјуб каналу и свом учешћу у Дрим Ес-ем-пи-ју. Крајем 2022. године, његов канал је имао преко 15 милиона претплатника.

## Каријера
Александер је направио Јутјуб канал под називом Техноблејд 28. октобра 2013. Његов садржај се првенствено вртео око Мајнкрафта и често је посећивао сервер мини игара Хајпиксел. Хајпиксел мини игре, као што су ратови кревета (енгл. bedwars) и небески блокови (енгл. skyblock), такође су биле предмет великог дела његовог садржаја. Редовно је учествовао на турниру Мајнкрафт шампионат (енгл. Minecraft Championships) са другим Мајнкрафт Јутјуб личностима, а Кејл Мајкл из Dot Esports га је навео као „једног од најбољих Мајнкрафт играча у простору за креирање садржаја, посебно када су у питању догађаји играча против играча.” Александар је такође био део Дрим Ес-ем-пи сервера као један од његових главних ликова.
Александер је имао пријатељско ривалство са колегом Мајнкрафт јутјубером Дримом, оснивачем Дрим Ес-ем-пи-ја. Њих двојица су имали пријатељско ривалство око титуле „најбољег играча Мајнкрафта” широм својих фанова. Као одговор на Александерову дијагнозу рака крајем августа 2021, Дрим је донирао 21,409 долара за истраживање рака.

## Лични живот
Велики део Александеровог личног живота је непознат. По сопственом признању, он је преварио своје гледаоце откривајући лажне детаље свог живота и једном је преварио своју публику да поверује да се зове Дејв; овај надимак је опште прихваћен као његово право име све до његове смрти. Александер је имао хиперкинетички поремећај.
Александрова борба са раком је раније била објављена међу његовим фановима; открио је своју дијагнозу у августу 2021. 28. августа 2021. постављен је видео у коме открива да му је дијагностикован сарком након што је имао бол у десној руци. Хемотерапија и радиотерапија су се показале неуспешним, јер је његов терапеут изјавио да би му рука потенцијално морала бити ампутирана. У децембру 2021, Александер је успешно прошао операцију спасавања удова са нетакнутом руком.

### Смрт
30. јуна 2022. видео је постављен на Техноблејдов Јутјуб канал где је његов отац објавио да је Александер умро, подлегавши раку, који је узнапредовао до четврте фазе. Прочитао је поруку коју је написао у последњим сатима живота, и рекао да ће приход од продаје робе ићи у добротворне сврхе за прикупљање средстава за сарком. Јутјубери као што су Дрим и други чланови Дрим Ес-Ем-Пи-ја су му изразили своју захвалност на мрежи. Симон Колинс-Лафлејм, суоснивач Хајпиксела, објавио је сличну изјаву.